# حذلوم مرتفع الأسنان
حذلوم مرتفع الأسنان (الاسم العلمي:†Damaliscus hypsodon ) (بالإنجليزية: Lofty-tooth  tsessebe)‏ هو نوع منقرض من الثدييات يتبع جنس الحذلوم من فصيلة البقريات.